# أكلمام نميعمي
أكلمام نميعمي هي بحيرة تقع على بعد 30 كلم من مدينة خنيفرة، وعلى علو يصل إلى 1500 م.
تعد هذه البحيرة منبع وادي شبوكة الذي يقطع قرية لهري، وعلى ضفافه كان لقبائل المنطقة موعد مع معركة لهري، وتضم هذه البحيرة والواد الذي ينبع منها، ثروة سمكية مهمة، خاصة سمكة التروتة.